# 1945년 해리 S. 트루먼 대통령 취임식
제33대 미국 대통령 해리 S. 트루먼이 처음으로 취임한 행사는 1945년 4월 12일 목요일 저녁 7시 9분 워싱턴 D.C.의 백악관 캐비닛룸에서 열렸다. 이는 그날 일찍 프랭클린 D. 루스벨트 대통령의 서거에 따른 것이었다. 이 취임식은 역사상 7번째로 예정에 없던 비상 취임식으로, 해리 S. 트루먼 대통령의 첫 임기(1945년 4월 12일부터 1949년 1월 20일까지의 부분 임기인 3년 283일)가 시작되었음을 알렸다.
당시 미국의 부통령으로 재직 중이던 트루먼은 미국 상원 회의를 막 마친 후 하원 의장 샘 레이번과 술을 마시러 가던 중 백악관으로 소환되었다.
그곳에 도착하자 엘리너 루스벨트가 그를 맞이하며 루스벨트 대통령이 서거했다고 알렸다. 충격을 받은 트루먼은 그녀에게 "제가 도와드릴 일이 있습니까?"라고 물었고, 그녀는 "저희가 부통령님을 도와드릴 일이 있습니까? 이제 부통령님께서 곤경에 처하셨습니다"라고 답했다.
미국의 연방 대법원장 할런 F. 스톤이 대통령 취임 선서를 집행했다. 스톤은 시프(Shipp)가 대통령 어머니의 결혼 전 성이자 그의 중간 이름이라고 잘못 믿고 "당신, 해리 시프 트루먼..."으로 선서를 시작했고, 트루먼은 "나 해리 S. 트루먼..."이라고 대답한 뒤 선서가 이어졌다. 약 1분간 진행된 행사가 끝날 무렵, 트루먼은 성경에 입을 맞췄다.
이 행사의 증인으로는 트루먼의 아내 베스 트루먼, 딸 마거릿 트루먼, 엘리너 루스벨트, 레이번 하원의장, 그리고 내각 구성원들이 있었다. 이 취임식은 1월 20일에 있었던 루스벨트의 4번째 임기를 위한 정규 취임식인 프랭클린 D. 루스벨트의 네 번째 취임식 이후 1945년에 있었던 두 번째 대통령 취임식이었다.
이 사건은 촬영되고 영상으로 기록된 최초의 비상 취임식이라는 특징을 가지고 있다. 시어도어 루스벨트의 1901년 취임식에서는 사진 촬영이 금지되었고, 캘빈 쿨리지의 1923년 취임식은 밤에 진행되었고 언론이나 전기 조명이 없었다.
다음 날 아침, 트루먼은 기자들에게 "역사상 제가 뒤를 잇는 분만큼 위대한 사람은 거의 없었습니다. 이 임무를 감당할 수 있기를 신께 기도합니다."라고 말했다.

## 같이 보기
- 해리 S. 트루먼 행정부
- 1949년 해리 S. 트루먼 대통령 취임식